# Championnat de France de rugby à XV de 2e division fédérale 2018-2019
Navigation
Fédérale 2 2017-2018 Fédérale 2 2019-2020
Cette page présente la saison 2018-2019 de Fédérale 2 dont les phases de poule débutent le 8 septembre 2018 pour se terminer le 21 avril 2019.

## Règlement
Participants
Pour la saison 2018-2019, 96 associations sont invitées à participer au Championnat de France de 2e division fédérale : 
- 4 associations rétrogradées de 1re division fédérale à l'issue de la saison 2017-2018;
- 1 association, le RC Strasbourg issu de la 1re division fédérale, confronté à la démission de son président et à des problèmes financiers récurrents, qui se voit dans l'obligation de demander une rétrogradation administrative à l'échelon inférieur.
- 76 associations ayant évolué en 2e division fédérale lors de la saison 2017-2018 ;
- 15 équipes promues de 3e division fédérale à l’issue de la saison 2017-2018.

Les 96 associations sont réparties en 8 poules de 12 équipes. Les équipes de chaque poule se rencontrent en matches « Aller » et « Retour ». Le calcul des “points terrain” s’effectue selon les dispositions prévues à l’article 341.1.1 des Règlements Généraux de la F.F.R.

## Saison régulière

### Poule 1
| \| Antony Métro 92 RC Arras Beauvais XV RC C' Chartres Rugby RC Drancy CSM Gennevilliers Le Havre AC Olympique marcquois CA Orsay RC Paris UC Plaisir RC SC Le Rheu \| |
| Antony Métro 92 RC Arras Beauvais XV RC C' Chartres Rugby RC Drancy CSM Gennevilliers Le Havre AC Olympique marcquois CA Orsay RC Paris UC Plaisir RC SC Le Rheu       |

| Ville(s)        | Club                             |
| --------------- | -------------------------------- |
| Arras           | RC Arras                         |
| Antony          | Antony Métro 92                  |
| Beauvais        | Beauvais XV RC                   |
| Chartres        | C' Chartres Rugby                |
| Drancy          | RC Drancy                        |
| Gennevilliers   | CSM Gennevilliers                |
| Le Havre        | Le Havre athletic club rugby (P) |
| Marcq-en-Barœul | Olympique marcquois rugby,       |
| Orsay           | CA Orsay Rugby Club              |
| Paris           | Paris UC (PUC)                   |
| Plaisir         | Plaisir rugby club               |
| Le Rheu         | SC Le Rheu                       |

- : Qualifiés pour les phases finales
- : Promu en 1re division fédérale 2019-2020
- : Relégué en 3e division fédérale 2019-2020

Classement final
1. - Olympique marcquois rugby[2],[3] 98pts
2. - RC Drancy 85pts
3. - CA Orsay Rugby Club 83pts
4. - Beauvais XV RC 75pts
5. - Antony Métro 92 61pts
6. - SC Le Rheu 51pts
7. - CSM Gennevilliers 50pts
8. - C' Chartres Rugby 49pts
9. - Plaisir rugby club 45pts
10. - Le Havre athletic club rugby 41pts[5] (P)
11. - Paris UC (PUC) 41pts
12. - RC Arras[1] 0pt

- L'Olympique marcquois rugby leader incontesté avec 98 points (20 victoires et 1 défaite, 835 points marqués et 278 encaissés) est privé de phase finale du championnat de France, et donc d'une éventuelle montée en Fédérale 1, en raison d'un déficit financier datant de la saison 2017-2018[2],[3]

### Poule 2
| \| CO Creusot Bourgogne Grand Dole Rugby Rugby Épernay Champagne RC Pays de Meaux US Meyzieu CS Nuiton CA Pontarlier UMS Pontault-Combault RC Rillieux US Ris-Orangis RC Strasbourg CS Villefranche-sur-Saône \| |
| CO Creusot Bourgogne Grand Dole Rugby Rugby Épernay Champagne RC Pays de Meaux US Meyzieu CS Nuiton CA Pontarlier UMS Pontault-Combault RC Rillieux US Ris-Orangis RC Strasbourg CS Villefranche-sur-Saône       |

| Ville(s)               | Club                             |
| ---------------------- | -------------------------------- |
| Le Creusot             | Club olympique Creusot Bourgogne |
| Dole                   | Grand Dole Rugby (P)             |
| Épernay                | Rugby Épernay Champagne          |
| Meaux                  | Rugby Club du Pays de Meaux      |
| Meyzieu                | US Meyzieu                       |
| Nuits-Saint-Georges    | CS Nuiton                        |
| Pontarlier             | CA Pontarlier                    |
| Pontault-Combault      | UMS Pontault-Combault (P)        |
| Rillieux-la-Pape       | RC Rillieux (P)                  |
| Villefranche-sur-Saône | CS Villefranche-sur-Saône        |
| Ris-Orangis            | US Ris-Orangis                   |
| Strasbourg             | RC Strasbourg (R)                |

- : Qualifiés pour les phases finales
- : Promu en 1re division fédérale 2019-2020
- : Relégué en 3e division fédérale 2019-2020

Classement final 
1. - CS Villefranche-sur-Saône 85pts
2. - CS Nuiton 84pts
3. - US Meyzieu 66pts
4. - Club olympique Creusot Bourgogne 62pts
5. - Grand Dole Rugby 61pts (P)
6. - RC Rillieux 49pts (P)
7. - US Ris-Orangis 42pts
8. - CA Pontarlier 36pts
9. - Rugby Épernay Champagne 33pts[Note 2],[7]
10. - UMS Pontault-Combault 30pts (P)
11. - Rugby Club du Pays de Meaux 22pts
12. - RC Strasbourg  0pt[Note 1] (R)

### Poule 3
| \| CS Annonay US Bellegarde-Coupy US Montmélian US Nantua-Port FCS Rumilly Bièvre Saint Geoirs RC SC Royannais Saint-Priest Rugby Saint-Savin sportif FC Tournon Tain US Vinay SO Voiron \| |
| CS Annonay US Bellegarde-Coupy US Montmélian US Nantua-Port FCS Rumilly Bièvre Saint Geoirs RC SC Royannais Saint-Priest Rugby Saint-Savin sportif FC Tournon Tain US Vinay SO Voiron       |

| Ville(s)                      | Club                                |
| ----------------------------- | ----------------------------------- |
| Annonay                       | CS Annonay                          |
| Bellegarde-sur-Valserine      | US Bellegarde-Coupy                 |
| Montmélian                    | US Montmélian                       |
| Nantua                        | US Nantua-Port Rugby Haut-Bugey (P) |
| Rumilly                       | FCS Rumilly                         |
| Saint-Étienne-de-Saint-Geoirs | Bièvre Saint-Geoirs RC              |
| Saint-Jean-en-Royans          | SC Royannais                        |
| Saint-Priest                  | Saint-Priest Rugby                  |
| Saint-Savin                   | Saint-Savin sportif                 |
| Tournon-sur-Rhône             | FC Tournon Tain (P)                 |
| Vinay                         | US Vinay                            |
| Voiron                        | SO Voiron                           |

- : Qualifiés pour les phases finales
- : Promu en 1re division fédérale 2019-2020
- : Relégué en 3e division fédérale 2019-2020

Classement final
1. - FCS Rumilly 89pts
2. - CS Annonay 74pts
3. - SC Royannais 71pts
4. - Saint-Priest Rugby 68pts
5. - SO Voiron 65pts
6. - US Nantua-Port Rugby Haut-Bugey 62pts (P)
7. - US Montmélian 59pts
8. - FC Tournon Tain 57pts (P)
9. - US Vinay 54pts
10. - Bièvre Saint-Geoirs RC 42pts
11. - US Bellegarde-Coupy 22pts
12. - Saint-Savin sportif 19pts

### Poule 4
| \| RO agathois RC Angles ES catalane CO Berre XV Salanque CR RC Châteaurenard Avenir gruissanais SC Leucate CM JO pradéenne CC CA Saint-Raphaël Fréjus RC La Valette Le Revest La Garde Le Pradet RC Tricastin \| |
| RO agathois RC Angles ES catalane CO Berre XV Salanque CR RC Châteaurenard Avenir gruissanais SC Leucate CM JO pradéenne CC CA Saint-Raphaël Fréjus RC La Valette Le Revest La Garde Le Pradet RC Tricastin       |

| Ville(s)                                                     | Club                                          |
| ------------------------------------------------------------ | --------------------------------------------- |
| Agde                                                         | Rugby olympique agathois (R)                  |
| Les Angles                                                   | RC Angles Gard rhodanien (P)                  |
| Argelès-sur-Mer                                              | Étoile sportive catalane                      |
| Berre-l'Étang                                                | CO Berre XV                                   |
| Canet-en-Roussillon, Torreilles et Sainte-Marie              | Salanque Côte Radieuse XV                     |
| Châteaurenard                                                | RC Châteaurenard                              |
| Gruissan                                                     | Avenir gruissanais (P)                        |
| Leucate et Roquefort-des-Corbières                           | SC Leucate Corbières                          |
| Pierrelatte et Saint-Paul-Trois-Châteaux                     | RC Tricastin                                  |
| Prades                                                       | Jeunesse Olympique Pradéenne Conflent Canigou |
| Saint-Raphaël et Fréjus                                      | CA Saint-Raphaël Fréjus                       |
| La Valette-du-Var, Le Revest-les-Eaux, La Garde et Le Pradet | RC La Valette Le Revest La Garde Le Pradet    |

- : Qualifiés pour les phases finales
- : Promu en 1re division fédérale 2019-2020
- : Relégué en 3e division fédérale 2019-2020

Classement final
1. - RC Châteaurenard 79pts
2. - CA Saint-Raphaël Fréjus 70pts
3. - Avenir gruissanais 67pts (P)
4. - Rugby olympique agathois 66pts (R)
5. - SC Leucate Corbières 65pts
6. - Jeunesse Olympique Pradéenne Conflent Canigou 61pts
7. - RC La Valette Le Revest La Garde Le Pradet 60pts
8. - RC Tricastin 59pts
9. - CO Berre XV 53pts
10. - Étoile sportive catalane 42pts
11. - Salanque Côte Radieuse XV 31pts
12. - RC Angles Gard rhodanien 27pts (P)

### Poule 5
| \| Cahors rugby Lévézou SA XV RO Castelnaudary XV CA Castelsarrasin SC Decazeville UA Gaillac Malemort XV SC mazamétain SO millavois SC Nègrepelisse SC appaméen FC villefranchois \| |
| Cahors rugby Lévézou SA XV RO Castelnaudary XV CA Castelsarrasin SC Decazeville UA Gaillac Malemort XV SC mazamétain SO millavois SC Nègrepelisse SC appaméen FC villefranchois       |

| Ville(s)                                        | Club                                       |
| ----------------------------------------------- | ------------------------------------------ |
| Cahors                                          | Cahors rugby                               |
| Cassagnes-Bégonhès, Réquista et Luc-la-Primaube | Lévézou Ségala Aveyron XV                  |
| Castelnaudary                                   | RO Castelnaudary XV                        |
| Castelsarrasin                                  | CA Castelsarrasin                          |
| Decazeville                                     | Sporting club decazevillois                |
| Gaillac                                         | UA Gaillac                                 |
| Malemort-sur-Corrèze                            | Entente vigilante Malemort Brive olympique |
| Mazamet                                         | SC Mazamet                                 |
| Millau                                          | SO Millau                                  |
| Nègrepelisse                                    | SC Nègrepelisse (P)                        |
| Pamiers                                         | SC appaméen                                |
| Villefranche-de-Lauragais                       | FC Villefranche                            |

- : Qualifiés pour les phases finales
- : Promu en 1re division fédérale 2019-2020
- : Relégué en 3e division fédérale 2019-2020

Classement final
1. - UA Gaillac 86pts
2. - SC Mazamet 80pts
3. - SC appaméen 78pts
4. - FC Villefranche 77pts
5. - CA Castelsarrasin 75pts
6. - Cahors rugby 61pts
7. - SO Millau 54pts
8. - Lévézou Ségala Aveyron XV 47pts
9. - RO Castelnaudary XV 43pts
10. - Entente vigilante Malemort Brive olympique 36pts
11. - SC Nègrepelisse 27pts (P)
12. - Sporting Club decazevillois 26pts

### Poule 6
| \| Balma ORC US Casteljaloux US L'Isle-Jourdain US Layrac Lombez Samatan FC Lourdes EAB XV US Morlaàs US Coarraze Nay SC rieumois FC TOAC-TOEC AS Tournefeuille \| |
| Balma ORC US Casteljaloux US L'Isle-Jourdain US Layrac Lombez Samatan FC Lourdes EAB XV US Morlaàs US Coarraze Nay SC rieumois FC TOAC-TOEC AS Tournefeuille       |

| Ville(s)                                | Club                       |
| --------------------------------------- | -------------------------- |
| Balma                                   | Balma olympique            |
| Casteljaloux                            | US Casteljaloux            |
| Coarraze et Nay                         | US Coarraze Nay (P)        |
| L'Isle-Jourdain                         | US L'Isle-Jourdain         |
| Layrac                                  | US Layrac (P)              |
| Lombez et Samatan                       | Lombez Samatan club (R)    |
| Lourdes                                 | FC Lourdes                 |
| Miélan, Mirande et Rabastens-de-Bigorre | Entente Astarac Bigorre XV |
| Morlaàs                                 | US Morlaàs                 |
| Rieumes                                 | AS Rieumois                |
| Toulouse                                | FC TOAC TOEC Rugby         |
| Tournefeuille                           | AS Tournefeuille           |

- : Qualifiés pour les phases finales
- : Promu en 1re division fédérale 2019-2020
- : Relégué en 3e division fédérale 2019-2020

Classement final
1. - FC TOAC TOEC Rugby 82pts
2. - Lombez Samatan club 75pts (R)
3. - US Coarraze Nay 75pts (P)
4. - AS Rieumois 74pts
5. - Entente Astarac Bigorre XV 72pts
6. - US Morlaàs 69pts
7. - US L'Isle-Jourdain 64pts
8. - US Layrac 47pts (P)
9. - FC Lourdes 45pts
10. - Balma olympique 41pts
11. - US Casteljaloux 41pts
12. - AS Tournefeuille 18pts

### Poule 7
| \| Entente Aramits Asasp Boucau Tarnos CM Floirac Stade hendayais SA Hagetmau Hasparren AC CA Lormont SA Mauléon US Orthez Peyrehorade Saint-Paul sports rugby US Salles \| |
| Entente Aramits Asasp Boucau Tarnos CM Floirac Stade hendayais SA Hagetmau Hasparren AC CA Lormont SA Mauléon US Orthez Peyrehorade Saint-Paul sports rugby US Salles       |

| Ville(s)               | Club                          |
| ---------------------- | ----------------------------- |
| Aramits et Asasp-Arros | Entente Aramits Asasp (P)     |
| Boucau et Tarnos       | Boucau Tarnos stade           |
| Floirac                | Club municipal de Floirac (P) |
| Hagetmau               | SA Hagetmau                   |
| Hasparren              | Hasparren AC                  |
| Hendaye                | Stade hendayais (R)           |
| Lormont                | CA Lormont                    |
| Mauléon-Licharre       | SA Mauléon                    |
| Orthez                 | US Orthez                     |
| Peyrehorade            | Peyrehorade sports rugby      |
| Saint-Paul-lès-Dax     | Saint-Paul sports rugby       |
| Salles                 | US Salles                     |

- : Qualifiés pour les phases finales
- : Promu en 1re division fédérale 2019-2020
- : Relégué en 3e division fédérale 2019-2020

Classement final
1. - SA Mauléon 86pts
2. - US Orthez 74pts
3. - US Salles 70pts
4. - Peyrehorade sports rugby 70pts
5. - Club municipal de Floirac 57pts (P)
6. - Stade hendayais 56pts (R)
7. - Boucau Tarnos stade 55pts
8. - CA Lormont 55pts
9. - Entente Aramits Asasp 55pts (P)
10. - Saint-Paul sports rugby 46pts
11. - SA Hagetmau 43pts
12. - Hasparren AC 21pts

### Poule 8
| \| Bourges XV RAC Castelroussin RC Clermont Cournon JA Isle US Issoire Limoges rugby RC Orléans CA Périgueux AS Saint-Junien RC Pays de Saint-Yrieix SC Tulle Corrèze RC Vichy \| |
| Bourges XV RAC Castelroussin RC Clermont Cournon JA Isle US Issoire Limoges rugby RC Orléans CA Périgueux AS Saint-Junien RC Pays de Saint-Yrieix SC Tulle Corrèze RC Vichy       |

| Ville(s)               | Club                           |
| ---------------------- | ------------------------------ |
| Bourges                | Bourges XV                     |
| Châteauroux            | RAC Castelroussin (P)          |
| Cournon-d'Auvergne     | RC Clermont Cournon-d'Auvergne |
| Isle-sur-Vienne        | JA Isle                        |
| Issoire                | US Issoire                     |
| Limoges                | Limoges rugby (R)              |
| Orléans                | Rugby club Orléans             |
| Périgueux              | CA Périgueux (P)               |
| Saint-Junien           | AS Saint-Junien                |
| Saint-Yrieix-la-Perche | RC du Pays de Saint-Yrieix     |
| Vichy                  | RC Vichy (P)                   |
| Tulle                  | Sporting club tulliste Corrèze |

- : Qualifiés pour les phases finales
- : Promu en 1re division fédérale 2019-2020
- : Relégué en 3e division fédérale 2019-2020

Classement final
1. - US Issoire 89pts
2. - Limoges rugby 74pts (R)[13]
3. - CA Périgueux 70pts (P)[13]
4. - RC Vichy 66pts (P)[13]
5. - AS Saint-Junien 59pts
6. - Rugby club Orléans 58pts
7. - RC Clermont Cournon-d'Auvergne 58pts
8. - Sporting club tulliste Corrèze 57pts
9. - JA Isle 51pts
10. - RC du Pays de Saint-Yrieix 43pts
11. - Bourges XV 38pts
12. - RAC Châteauroux 14pts (P)

## Phases finales

### Seizièmes de finale
Les seizièmes de finale se déroulent les week-ends du 5 mai 2019 (matchs aller) et du 12 mai 2019 (matchs retour),.
| Équipe                                  | Aller   | Total  | Retour | Équipe                                      |
| --------------------------------------- | ------- | ------ | ------ | ------------------------------------------- |
| RC Drancy (2e poule 1)                  | 21 - 30 | 71-42  | 50-12  | (4e poule 2) CO Le Creusot                  |
| CS Nuiton (2e poule 2)                  | 12 - 26 | 34-36  | 22-10  | (4e poule 1) Beauvais XV RC                 |
| CS Villefranche-sur-Saône (1er poule 2) | 15 - 15 | 48-32  | 33-17  | (5e poule 1) Antony Métro 92                |
| US Meyzieu (3e poule 2)                 | 36 - 25 | 56-63  | 20-38  | (3e poule 1) CA Orsay                       |
| FCS Rumilly (1er poule 3)               | 17 - 14 | 39-27  | 22-13  | (4e poule 4) RO agathois                    |
| CA Saint-Raphaël-Fréjus (2e poule 4)    | 14 - 19 | 39-36  | 25-17  | (3e poule 3) SC Royannais                   |
| RC Châteaurenard (1er poule 4)          | 26 - 16 | 54-23  | 28-7   | (4e poule 3) Saint-Priest Rugby             |
| CS Annonay (2e poule 3)                 | 6 - 19  | 18-22  | 12-3   | (3e poule 4) Avenir gruissanais             |
| UA Gaillac (1er poule 5)                | 19 - 22 | 46-32  | 27-10  | (4e poule 6) AS Rieumois                    |
| US Coarraze Nay (2e poule 6)            | 5 - 25  | 26-34  | 21-9   | (3e poule 5) SC appaméen                    |
| FC TOAC TOEC Rugby (1er poule 6)        | 27 - 12 | 37-34  | 10-22  | (4e poule 5) FC Villefranche-de-Lauragais   |
| SC Mazamet (2e poule 5)                 | 10 - 18 | 37-28  | 27-10  | (3e poule 6) Lombez Samatan club            |
| SA Mauléon (1er poule 7)                | 14 - 5  | 60-8   | 46-3   | (6e poule 8) RC Orléans                     |
| US Salles (3e poule 7)                  | 68 - 17 | 113-34 | 45-17  | (5e poule 8) AS Saint-Junien                |
| US Issoire (1er poule 8)                | 20 - 17 | 46-39  | 26-22  | (4e poule 7) Peyrehorade SR                 |
| US Orthez (2e poule 7)                  | 14 - 13 | 49-25  | 35-12  | (7e poule 8) RC Clermont Cournon-d'Auvergne |

### Huitièmes, quarts, demi et finale
- Les huitièmes de finale se déroulent les week-ends du 19 mai 2019 (matchs aller) et du 26 mai 2019 (matchs retour)[17]. Les clubs vainqueurs sont promus en Fédérale 1 pour la saison 2019-2020.
- Les quarts de finale se déroulent par élimination directe le week-end du 9 juin 2019
- Les demi-finales se déroulent par élimination directe le week-end du 16 juin 2019
- La finale se déroule le week-end du 23 juin 2019

|  | Huitièmes de finale                      | Huitièmes de finale                      | Huitièmes de finale        | Huitièmes de finale        |             |             | Quarts de finale | Quarts de finale | Quarts de finale | Quarts de finale |  |  | Demi-finales | Demi-finales | Demi-finales | Demi-finales |  |  | Finale                   | Finale                   | Finale                   | Finale                   |
|  |                                          |                                          |                            |                            |             |             |                  |                  |                  |                  |  |  |              |              |              |              |  |  |                          |                          |                          |                          |
|  | 19 mai 2019 et 26 mai 2019               | 19 mai 2019 et 26 mai 2019               | 19 mai 2019 et 26 mai 2019 | 19 mai 2019 et 26 mai 2019 |             |             | 9 juin 2019      | 9 juin 2019      | 9 juin 2019      | 9 juin 2019      |  |  | 16 juin 2019 | 16 juin 2019 | 16 juin 2019 | 16 juin 2019 |  |  | week-end du 23 juin 2019 | week-end du 23 juin 2019 | week-end du 23 juin 2019 | week-end du 23 juin 2019 |
|  | Beauvais XV RC (4e poule 1)              | Beauvais XV RC (4e poule 1)              | 30                         | 12                         |             |             | 9 juin 2019      | 9 juin 2019      | 9 juin 2019      | 9 juin 2019      |  |  | 16 juin 2019 | 16 juin 2019 | 16 juin 2019 | 16 juin 2019 |  |  | week-end du 23 juin 2019 | week-end du 23 juin 2019 | week-end du 23 juin 2019 | week-end du 23 juin 2019 |
|  | Beauvais XV RC (4e poule 1)              | Beauvais XV RC (4e poule 1)              | 30                         | 12                         |             |             | 9 juin 2019      | 9 juin 2019      | 9 juin 2019      | 9 juin 2019      |  |  | 16 juin 2019 | 16 juin 2019 | 16 juin 2019 | 16 juin 2019 |  |  | week-end du 23 juin 2019 | week-end du 23 juin 2019 | week-end du 23 juin 2019 | week-end du 23 juin 2019 |
|  | RC Drancy* (2e poule 1)                  | RC Drancy* (2e poule 1)                  | 34                         | 19                         |             |             | 9 juin 2019      | 9 juin 2019      | 9 juin 2019      | 9 juin 2019      |  |  | 16 juin 2019 | 16 juin 2019 | 16 juin 2019 | 16 juin 2019 |  |  | week-end du 23 juin 2019 | week-end du 23 juin 2019 | week-end du 23 juin 2019 | week-end du 23 juin 2019 |
|  | RC Drancy* (2e poule 1)                  | RC Drancy* (2e poule 1)                  | 34                         | 19                         | RC Drancy   | RC Drancy   | 29               | 29               |                  |                  |  |  | 16 juin 2019 | 16 juin 2019 | 16 juin 2019 | 16 juin 2019 |  |  | week-end du 23 juin 2019 | week-end du 23 juin 2019 | week-end du 23 juin 2019 | week-end du 23 juin 2019 |
|  | 19 mai 2019 et 26 mai 2019               |                                          |                            |                            | RC Drancy   | RC Drancy   | 29               | 29               |                  |                  |  |  | 16 juin 2019 | 16 juin 2019 | 16 juin 2019 | 16 juin 2019 |  |  | week-end du 23 juin 2019 | week-end du 23 juin 2019 | week-end du 23 juin 2019 | week-end du 23 juin 2019 |
|  |                                          |                                          | CS Villefranche-sur-Saône  | CS Villefranche-sur-Saône  | 27          | 27          |                  |                  |                  |                  |  |  | 16 juin 2019 | 16 juin 2019 | 16 juin 2019 | 16 juin 2019 |  |  | week-end du 23 juin 2019 | week-end du 23 juin 2019 | week-end du 23 juin 2019 | week-end du 23 juin 2019 |
|  | CA Orsay (3e poule 1)                    | CA Orsay (3e poule 1)                    | CS Villefranche-sur-Saône  | CS Villefranche-sur-Saône  | 27          | 27          | 23               | 13               |                  |                  |  |  | 16 juin 2019 | 16 juin 2019 | 16 juin 2019 | 16 juin 2019 |  |  | week-end du 23 juin 2019 | week-end du 23 juin 2019 | week-end du 23 juin 2019 | week-end du 23 juin 2019 |
|  | CA Orsay (3e poule 1)                    | CA Orsay (3e poule 1)                    | 9 juin 2019                |                            |             |             | 23               | 13               |                  |                  |  |  | 16 juin 2019 | 16 juin 2019 | 16 juin 2019 | 16 juin 2019 |  |  | week-end du 23 juin 2019 | week-end du 23 juin 2019 | week-end du 23 juin 2019 | week-end du 23 juin 2019 |
|  | CS Villefranche-sur-Saône* (1er poule 2) | CS Villefranche-sur-Saône* (1er poule 2) | 29                         | 34                         |             |             |                  |                  |                  |                  |  |  | 16 juin 2019 | 16 juin 2019 | 16 juin 2019 | 16 juin 2019 |  |  | week-end du 23 juin 2019 | week-end du 23 juin 2019 | week-end du 23 juin 2019 | week-end du 23 juin 2019 |
|  | CS Villefranche-sur-Saône* (1er poule 2) | CS Villefranche-sur-Saône* (1er poule 2) | 29                         | 34                         | RC Drancy   | RC Drancy   | 19               | 19               |                  |                  |  |  |              |              |              |              |  |  | week-end du 23 juin 2019 | week-end du 23 juin 2019 | week-end du 23 juin 2019 | week-end du 23 juin 2019 |
|  | 19 mai 2019 et 26 mai 2019               |                                          |                            |                            | RC Drancy   | RC Drancy   | 19               | 19               |                  |                  |  |  |              |              |              |              |  |  | week-end du 23 juin 2019 | week-end du 23 juin 2019 | week-end du 23 juin 2019 | week-end du 23 juin 2019 |
|  |                                          |                                          | FCS Rumilly                | FCS Rumilly                | 37          | 37          |                  |                  |                  |                  |  |  |              |              |              |              |  |  | week-end du 23 juin 2019 | week-end du 23 juin 2019 | week-end du 23 juin 2019 | week-end du 23 juin 2019 |
|  | CA Saint-Raphaël-Fréjus (2e poule 4)     | CA Saint-Raphaël-Fréjus (2e poule 4)     | FCS Rumilly                | FCS Rumilly                | 37          | 37          | 14               | 8                |                  |                  |  |  |              |              |              |              |  |  | week-end du 23 juin 2019 | week-end du 23 juin 2019 | week-end du 23 juin 2019 | week-end du 23 juin 2019 |
|  | CA Saint-Raphaël-Fréjus (2e poule 4)     | CA Saint-Raphaël-Fréjus (2e poule 4)     | 16 juin 2019               |                            |             |             | 14               | 8                |                  |                  |  |  |              |              |              |              |  |  | week-end du 23 juin 2019 | week-end du 23 juin 2019 | week-end du 23 juin 2019 | week-end du 23 juin 2019 |
|  | FCS Rumilly* (1er poule 3)               | FCS Rumilly* (1er poule 3)               | 13                         | 26                         |             |             |                  |                  |                  |                  |  |  |              |              |              |              |  |  | week-end du 23 juin 2019 | week-end du 23 juin 2019 | week-end du 23 juin 2019 | week-end du 23 juin 2019 |
|  | FCS Rumilly* (1er poule 3)               | FCS Rumilly* (1er poule 3)               | 13                         | 26                         | FCS Rumilly | FCS Rumilly | 34               | 34               |                  |                  |  |  |              |              |              |              |  |  | week-end du 23 juin 2019 | week-end du 23 juin 2019 | week-end du 23 juin 2019 | week-end du 23 juin 2019 |
|  | 19 mai 2019 et 26 mai 2019               |                                          |                            |                            | FCS Rumilly | FCS Rumilly | 34               | 34               |                  |                  |  |  |              |              |              |              |  |  | week-end du 23 juin 2019 | week-end du 23 juin 2019 | week-end du 23 juin 2019 | week-end du 23 juin 2019 |
|  |                                          |                                          | RC Châteaurenard           | RC Châteaurenard           | 18          | 18          |                  |                  |                  |                  |  |  |              |              |              |              |  |  | week-end du 23 juin 2019 | week-end du 23 juin 2019 | week-end du 23 juin 2019 | week-end du 23 juin 2019 |
|  | Avenir gruissanais (3e poule 4)          | Avenir gruissanais (3e poule 4)          | RC Châteaurenard           | RC Châteaurenard           | 18          | 18          | 11               | 17               |                  |                  |  |  |              |              |              |              |  |  | week-end du 23 juin 2019 | week-end du 23 juin 2019 | week-end du 23 juin 2019 | week-end du 23 juin 2019 |
|  | Avenir gruissanais (3e poule 4)          | Avenir gruissanais (3e poule 4)          | 9 juin 2019                |                            |             |             | 11               | 17               |                  |                  |  |  |              |              |              |              |  |  | week-end du 23 juin 2019 | week-end du 23 juin 2019 | week-end du 23 juin 2019 | week-end du 23 juin 2019 |
|  | RC Châteaurenard* (1er poule 4)          | RC Châteaurenard* (1er poule 4)          | 13                         | 30                         |             |             |                  |                  |                  |                  |  |  |              |              |              |              |  |  | week-end du 23 juin 2019 | week-end du 23 juin 2019 | week-end du 23 juin 2019 | week-end du 23 juin 2019 |
|  | RC Châteaurenard* (1er poule 4)          | RC Châteaurenard* (1er poule 4)          | 13                         | 30                         | FCS Rumilly | FCS Rumilly | 30               | 30               |                  |                  |  |  |              |              |              |              |  |  |                          |                          |                          |                          |
|  | 19 mai 2019 et 26 mai 2019               |                                          |                            |                            | FCS Rumilly | FCS Rumilly | 30               | 30               |                  |                  |  |  |              |              |              |              |  |  |                          |                          |                          |                          |
|  |                                          |                                          | US Issoire                 | US Issoire                 | 32          | 32          |                  |                  |                  |                  |  |  |              |              |              |              |  |  |                          |                          |                          |                          |
|  | SC appaméen (3e poule 5)                 | SC appaméen (3e poule 5)                 | US Issoire                 | US Issoire                 | 32          | 32          | 51               | 16               |                  |                  |  |  |              |              |              |              |  |  |                          |                          |                          |                          |
|  | SC appaméen (3e poule 5)                 | SC appaméen (3e poule 5)                 |                            |                            |             |             |                  | 16               |                  |                  |  |  |              |              |              |              |  |  |                          |                          |                          |                          |
|  | UA Gaillac* (1er poule 5)                | UA Gaillac* (1er poule 5)                | 17                         | 24                         |             |             |                  |                  |                  |                  |  |  |              |              |              |              |  |  |                          |                          |                          |                          |
|  | UA Gaillac* (1er poule 5)                | UA Gaillac* (1er poule 5)                | 17                         | 24                         | SC appaméen | SC appaméen | 17               | 17               |                  |                  |  |  |              |              |              |              |  |  |                          |                          |                          |                          |
|  | 19 mai 2019 et 26 mai 2019               |                                          |                            |                            | SC appaméen | SC appaméen | 17               | 17               |                  |                  |  |  |              |              |              |              |  |  |                          |                          |                          |                          |
|  |                                          |                                          | SC Mazamet                 | SC Mazamet                 | 7           | 7           |                  |                  |                  |                  |  |  |              |              |              |              |  |  |                          |                          |                          |                          |
|  | SC Mazamet (2e poule 5)                  | SC Mazamet (2e poule 5)                  | SC Mazamet                 | SC Mazamet                 | 7           | 7           | 20               | 21               |                  |                  |  |  |              |              |              |              |  |  |                          |                          |                          |                          |
|  | SC Mazamet (2e poule 5)                  | SC Mazamet (2e poule 5)                  | 8 juin 2019                |                            |             |             | 20               | 21               |                  |                  |  |  |              |              |              |              |  |  |                          |                          |                          |                          |
|  | FC TOAC TOEC Rugby* (1er poule 6)        | FC TOAC TOEC Rugby* (1er poule 6)        | 18                         | 18                         |             |             |                  |                  |                  |                  |  |  |              |              |              |              |  |  |                          |                          |                          |                          |
|  | FC TOAC TOEC Rugby* (1er poule 6)        | FC TOAC TOEC Rugby* (1er poule 6)        | 18                         | 18                         | SC appaméen | SC appaméen | 23               | 23               |                  |                  |  |  |              |              |              |              |  |  |                          |                          |                          |                          |
|  | 18 mai 2019 et 25 mai 2019               |                                          |                            |                            | SC appaméen | SC appaméen | 23               | 23               |                  |                  |  |  |              |              |              |              |  |  |                          |                          |                          |                          |
|  |                                          |                                          | US Issoire                 | US Issoire                 | 25          | 25          |                  |                  |                  |                  |  |  |              |              |              |              |  |  |                          |                          |                          |                          |
|  | US Salles (3e poule 7)                   | US Salles (3e poule 7)                   | US Issoire                 | US Issoire                 | 25          | 25          | 19               | 9                |                  |                  |  |  |              |              |              |              |  |  |                          |                          |                          |                          |
|  | US Salles (3e poule 7)                   | US Salles (3e poule 7)                   |                            |                            |             |             |                  | 9                |                  |                  |  |  |              |              |              |              |  |  |                          |                          |                          |                          |
|  | SA Mauléon* (1er poule 7)                | SA Mauléon* (1er poule 7)                | 22                         | 12                         |             |             |                  |                  |                  |                  |  |  |              |              |              |              |  |  |                          |                          |                          |                          |
|  | SA Mauléon* (1er poule 7)                | SA Mauléon* (1er poule 7)                | 22                         | 12                         | SA Mauléon  | SA Mauléon  | 11               | 11               |                  |                  |  |  |              |              |              |              |  |  |                          |                          |                          |                          |
|  | 19 mai 2019 et 26 mai 2019               |                                          |                            |                            | SA Mauléon  | SA Mauléon  | 11               | 11               |                  |                  |  |  |              |              |              |              |  |  |                          |                          |                          |                          |
|  |                                          |                                          | US Issoire                 | US Issoire                 | 15          | 15          |                  |                  |                  |                  |  |  |              |              |              |              |  |  |                          |                          |                          |                          |
|  | US Orthez (2e poule 7)                   | US Orthez (2e poule 7)                   | US Issoire                 | US Issoire                 | 15          | 15          | 13               | 10               |                  |                  |  |  |              |              |              |              |  |  |                          |                          |                          |                          |
|  | US Orthez (2e poule 7)                   | US Orthez (2e poule 7)                   |                            |                            |             |             |                  | 10               |                  |                  |  |  |              |              |              |              |  |  |                          |                          |                          |                          |
|  | US Issoire* (1er poule 8)                | US Issoire* (1er poule 8)                | 12                         | 26                         |             |             |                  |                  |                  |                  |  |  |              |              |              |              |  |  |                          |                          |                          |                          |
|  | US Issoire* (1er poule 8)                | US Issoire* (1er poule 8)                | 12                         | 26                         |             |             |                  |                  |                  |                  |  |  |              |              |              |              |  |  |                          |                          |                          |                          |
|  |                                          |                                          |                            |                            |             |             |                  |                  |                  |                  |  |  |              |              |              |              |  |  |                          |                          |                          |                          |

* Équipe recevant au match retour